# Santa Maria i Sant Josep de la Casa dels Vells
Santa Maria i Sant Josep de la Casa dels Vells és una capella del s. XIX al cor de la vila vella de Sant Llorenç de la Salanca, a la comarca del Rosselló, de la Catalunya Nord. Depèn eclesiàsticament de l'església parroquial de Sant Llorenç.